# USS Guavina (SS-362)
Za druga plovila z istim imenom glejte USS Guavina.
USS Guavina (SS-362) je bila jurišna podmornica razreda balao v sestavi Vojne mornarice Združenih držav Amerike.
Med drugo svetovno vojno je opravila 6 bojnih patrulj.
30. junija 1967 jo je namerno potopila sestrska podmornica USS Cubera (SS-347), saj je bila USS Guavina spremenjena v tarčo.